# Альяна
Альяна (итал. Agliana) — город в Италии, расположен в регионе Тоскана, подчинён административному центру Пистоя.
Население составляет 17 920 человек (2018), плотность населения — 1 534,25 чел./км². Занимает площадь 11,68 км². Почтовый индекс — 51031. Телефонный код — 00574.
Покровителями города считаются святые апостолы Пётр и Павел. Праздник города ежегодно празднуется 29 июня.